# 1-й армейский корпус (Парагвай)
1-й армейский корпус — подразделение парагвайской армии, базирующееся в Куругуати (исп. Curuguaty).

## История
В 1980 году парагвайская армия была разделена на три армейских корпуса: I корпус, II корпус и III корпус. Первый, базирующийся в Асунсьоне, включал в себя 1-ю и 3-ю пехотные дивизии, а также 3-ю кавалерийскую дивизию.
В настоящее время I корпус участвует в борьбе с повстанцами на северо-востоке Парагвая.

## Организация
1-й армейский корпус состоит из:
- Главного штаба в Куругуати
- 3-й пехотной дивизии
- 4-й пехотной дивизии
- 3-й кавалерийской дивизии